# Somali (region)

Somaliregionen i Etiopien.

Somali (Sumalē) är en av tolv regioner (kililoch) i Etiopien. Den ligger i östra delen av landet och befolkas främst av etniska somalier. Folkmängden beräknades till 5 748 998 invånare 2017, på en yta av 327 068 kvadratkilometer. Den administrativa huvudorten är Jijiga. Andra större orter är bland annat Awubere, Degehabur, Dolo, Gode och Kebridehar.
Den sydöstra delen av regionen har varit omstridd och är känd som Ogaden.

## Administrativ indelning
Regionen är indelad i nio zoner:
- Afder
- Degehabur
- Fik
- Gode
- Jijiga
- Korahe
- Liben
- Shinile
- Warder

## Befolkning
Vid folkräkningen 2007 hade regionen 4,4 miljoner invånare. Majoriteten av befolkningen är nomader och det är brist på hälsovård, utbildning och vatten i regionen. Den somaliska folkgruppen är den klart dominerande och utgör hela 97,20 procent av regionens befolkning.

## Konflikter
Området var skådeplats för Ogadenkriget 1977, då Somalia invaderade Etiopien. Syftet var att bilda ett Storsomalia av Somalia, Djibouti, Somaliregionen och Nordöstra provinsen i Kenya.
År 2007 attackerade somaliska rebeller i regionen en oljeanläggning där ett kinesiskt företag undersökte olja. 65 etiopiska och 9 kinesiska arbetare dog. Rebellerna motsätter sig att utländska oljebolag tillåts leta efter olja i regionen, och förespråkar en självständig somalisk region.